# Innocent Nayang Toukam
Sa Majesté Innocent Nayang Toukam est  le roi des Batoufam. Il accède au trône le 24 avril 1989. Il est le 14e chef des Batoufam.

## Biographie

### Enfance, éducation et carrière avant l'intronisation
Il succède à son père, sa Majesté Elie Roger Toukam Fotso, décédé le 24 avril 1989 après 35 ans de règne.

### Arrestation et intronisation
| Vidéo externe |                                                            |
|               | NAJA TV 31 Octobre 2021 Batoufam - Les rites et la royauté |

### Fonctions
Il est chef de 2ᵉ degré, la seconde plus haute hiérarchie de chef traditionnel au Cameroun.
Il assume le rôle de gardien de la collection des objets cultuels et culturels du royaume.
Il reçoit en audience et ennoblit.
Il promeut le rassemblement des sujets du royaume.